# Louis Calva
Louis Calva né à Paris est un sculpteur français du XIXe siècle.

## Biographie
Louis Calva, né à Paris, est élève de Jean-Jacques Caffieri. Il expose au Salon de 1802 un médaillon en cire représentant le troisième consul Lebrun. L'artiste demeure alors à Paris au 74, rue de la Hoquette, à la porte Saint-Antoine.